# Allan Octavian Hume
Allan Octavian Hume (6 juni 1829 - 31 juli 1912) was een Brits politiek hervormer, theosoof en prominent ornitholoog in Brits-Indië.

## Ambtenarij
Hume, zoon van de prominente Schotse politicus Joseph Hume, was een ambtenaar in Brits India. Als Commissioner of Inland Customs (1867-1870) verving hij de stekelige zoutbarrière door een levende haag. In 1885 was hij een van de stichters van het Indian National Congress, nu de Congrespartij. Hij diende als voorzitter van de organisatie tot 1908.

## Theosofie

### Broche
Hume kreeg rond 1879 belangstelling voor theosofie. In 1880 werden zijn vrouw en dochter in de beweging ingewijd. Hij wilde graag als chela (leerling) van de Indo-Tibetaanse goeroe's (spirituele leraren) worden aangenomen. Hij werd vegetariër en stopte met het schieten van vogels voor zijn verzameling. Onder het pseudoniem 'H.X' schreef hij drie artikelen, Fragments of Occult Truth, die in The Theosophist werden gepubliceerd. Blavatsky, de grondlegster van de theosofie, bezocht hem regelmatig in Rothney Castle in Simla. In zijn The Occult World, schreef A.P. Sinnett een lang verhaal over Hume en zijn vrouw. Blavatsky vroeg mw. Hume tijdens een diner wat ze graag wilde hebben. Zij antwoordde een broche, die van haar moeder was geweest, maar kwijt was geraakt. Diezelfde avond werd de broche in de tuin gevonden. Volgens John Murdoch (1894) was het doorgestoken kaart. Na het incident had Hume grote twijfels over Blavatsky's occulte vermogens en hij organiseerde een bijeenkomst om Blavatsky en zestien andere leden, die bij de fraude betrokken zouden zijn geweest uit de vereniging te zetten. Maar daar werd uiteindelijk van afgezien, omdat Blavatsky toch de stichter was. Hume raakte daarop uit de gratie en verloor in 1883 zijn interesse voor de theosofie. 
Zijn contact met veel onafhankelijke Indiase denkers met nationalistische ideeën leidde tot het opzetten van de 'Indian National Congress'.

### Mahatmabrieven
Hume heeft, blijkens de Mahatmabrieven uit de periode 1880-1884, net als A.P. Sinnett gecorrespondeerd met de mahatma's (meesters) K.H. (Koot-Hoomi Lal-Singh) en M. (Morya), de Indo-Tibetaanse leraren van de theosofe Blavatsky. Het kwam tot een botsing en verwijdering, omdat Hume wilde vasthouden aan traditionele ideeën over bijvoorbeeld een goede God de Vader en westerse methoden van de natuurwetenschappen om de waarheid te analyseren. De meesters spraken eerder van het Absolute, Ene, waaruit via Purusha (geest) - Prakriti (stof) zich 'planeetgeesten' (Dhyan Chohans) ontwikkelden, dan van een alwetende goede vadergod en de meesters volgden hun eigen traditionele wetten en methoden. Als Hume van hen geesteswetenschappen wilde leren, moest hij zich eerst de grondslagen daarvan eigen zien te maken. Ook Sinnett had zijn eigen plannen en verloor het contact met de meesters. Sinnett ambieerde eerder het opzetten van een 'school van magie', dan te werken volgens het plan, dat een 'Universele Broederschap' beoogde.

## Ornithologie
Daarnaast leverde Hume een belangrijke bijdrage aan de studie van vogelsoorten in India. De Indiase bioloog Salim Ali noemde hem de "grondlegger van de Indiase ornithologie". De lijst van door hem beschreven soorten is enorm. Zijn uitgebreide collectie werd in 1874 geschonken aan het British Museum en bestond uit 82.000 exemplaren. Daarvan werden er 75.577 stuks opgenomen in het museum. De Hume-verzameling bevatte 258 type-exemplaren. Anno 2012 staan hiervan 49 als erkende soorten en meer dan 100 als ondersoorten op de IOC World Bird List.
Hume startte het ornithologisch tijdschrift Stray Feathers, dat viermaal per jaar verscheen. Het was een tijdschrift voor India en naburige regio's. Hij gebruikte het tijdschrift vooral om beschrijvingen van soorten te publiceren. Hij bouwde een netwerk uit van medewerkers die opereerden in verschillende streken van India.

## Plantkunde
In 1894 verliet hij India en ging in Londen wonen. Hij begon zich meer te interesseren voor plantkunde en stichtte in 1910 het South London Botanical Institute.
- Bibliothèque nationale de France: cb12411593s (data)
- Author citation (botany): Hume
- Gemeinsame Normdatei: 124213677
- International Standard Name Identifier: 0000 0000 8363 0040
- Library of Congress Control Number: n82009831
- Nationale Bibliotheek van Israël: 987007455471805171
- Nederlandse Thesaurus van Auteursnamen: 070574022
- SNAC: w64j850p
- Système universitaire de documentation: 033228574
- Trove: 1190030
- Virtual International Authority File: 20608946
- WorldCat: E39PBJxRxjMmJdcPT6W4yvF9Xd